# Grb Občine Tolmin
Grb Občine Tolmin je upodobljen na ščitu, ki ima v vodoravni smeri črto, sestavljeni iz petih cin, ki ponazarja grajsko trdnjavo. Ta črta deli grb na dve polovici. V sredini gornje polovice grba je na rdeči podlagi z rumeno barvo upodobljen plamen, ki ponazarja Tolminski kmečki upor, v levem gornjem kotu je z belo barvo napisana letnica upora - 1713. V spodnji polovici grba je od desne proti levi na črni podlagi s srebrno barvo narisana biriška helebarda, nad njo pa od leve proti desni z enako barvo puntarske vile, zeleno-modro polje ponazarja reko Sočo.